# Músculo deltoide
O músculo deltoide, deltoideus, é um músculo proeminente que recobre o ombro. Tal nome deve-se à forma do músculo, que lembra a letra grega delta invertida.
Possui três porções, que se dividem de acordo com a origem do feixe: a porção anterior (clavicular) fixa-se ao terço lateral da clavícula; a parte média (acromial) prende-se à margem lateral do acrômio da escápula e a parte posterior (espinal) origina-se na parte inferior da margem posterior da espinha da escápula. As três partes convergem lateralmente para inserirem-se na tuberosidade deltoide do úmero.

## Biomecânica
Uma boa parte da força do músculo deltoide leva a translação do úmero para direção superior, levando à compressão das estruturas moles no espaço supraumeral entre a cabeça do úmero e o arco coracoarcomial.
A sua atividade máxima se estabelece ao redor dos 90° de abdução, onde pode realizar sozinho o movimento de abdução.

## Função
É o principal levantador do braço, sendo capaz de movimentá-lo em todos os sentidos, inclusive no plano horizontal. É também responsável pela coesão das faces articulares do ombro. Todas as porções trabalham juntas para a abdução do ombro. A porção anterior efetua a flexão e rotação medial e a porção posterior é extensora e rotadora lateral. Estando o ombro abduzido em mais de 90°, as porções anterior e posterior contribuem para a adução do ombro.